# Час кохання
Час кохання (англ. Lovetime) — американська мелодрама режисера Говарда М. Мітчелла 1921 року.

## У ролях
- Ширлі Мейсон — Мері Готьє
- Реймонд МакКі — Артур де Сіврі (маркіз Савойський)
- Френсіс Гаттон — Маргарет (мати Мері)
- Едвін Б. Тілтон — Лансталот (батько Мері)
- Матильда Брунд — маркіза де Сіврі
- Кларенс Вілсон — граф де Баудін
- Гарольд Гудвін — П'єр Лавон